# ミレ・スヴィラル
- ミレ・スヴィラル
- ミル・スヴィラール

ミレ・スヴィラル（セルビア語: Миле Свилар, Mile Svilar、1999年8月27日 - ）は、セルビアとベルギーのサッカー選手。セルビア代表。ASローマ所属。ポジションはGK。

## クラブ歴
RSCアンデルレヒトでトップチームに昇格したが、2016-17シーズンは第3ゴールキーパーであった。出場機会はなかった。
2017年8月28日に5年契約でSLベンフィカに移籍。10月14日にプロ初出場を記録、ベンフィカ史上でも最も若いゴールキーパー出場記録となった。国際大会においても、18日のUEFAチャンピオンズリーグ 2017-18 グループリーグのマンチェスター・ユナイテッドFC戦に出場し、イケル・カシージャスの持っていた記録を塗り替えて18歳52日の当時の記録を打ち立てた。アウェー戦ではペナルティキックを止めて、UEFAチャンピオンズリーグ史上で最年少のPKストッパーとなった。しかし、彼はこの試合でオウンゴールを献上しており、これもまたUEFAチャンピオンズリーグ史上最年少記録となったが、この最年少記録は2019年にマールテン・ファンデフートが更新している。
2022年7月1日、セリエAのASローマへ5年契約で完全移籍。加入後しばらくはルイ・パトリシオの控えに甘んじていたが、2024年1月にジョゼ・モウリーニョが解任し、ダニエレ・デ・ロッシが監督に就任するとレギュラーに抜擢。同年2月22日、UEFAヨーロッパリーグの決勝トーナメントプレーオフのフェイエノールト戦では、PK戦で2本のシュートをストップして勝利に貢献した。

## 代表歴
ベルギー代表として年代別代表に出場しており、UEFA U-17欧州選手権2016では正GKを務めた。
彼の生まれと母親の国籍はベルギーであるが、父親の元ユーゴスラビア代表GKラトコ・スヴィラルはセルビア人であるため、A代表はベルギーのみならずセルビアも選択できた。2017年11月4日にセルビアサッカー協会からの招集を受けたため、セルビア代表候補となった。しかし出場はしなかった。
2021年9月1日、カタール代表との親善試合に途中出場し、セルビア代表デビューを果たした。

## タイトル
SLベンフィカ
- プリメイラ・リーガ：2018-19
- スーペルタッサ・カンディド・デ・オリベイラ：2019